# Pfarrhaus (Tauberzell)

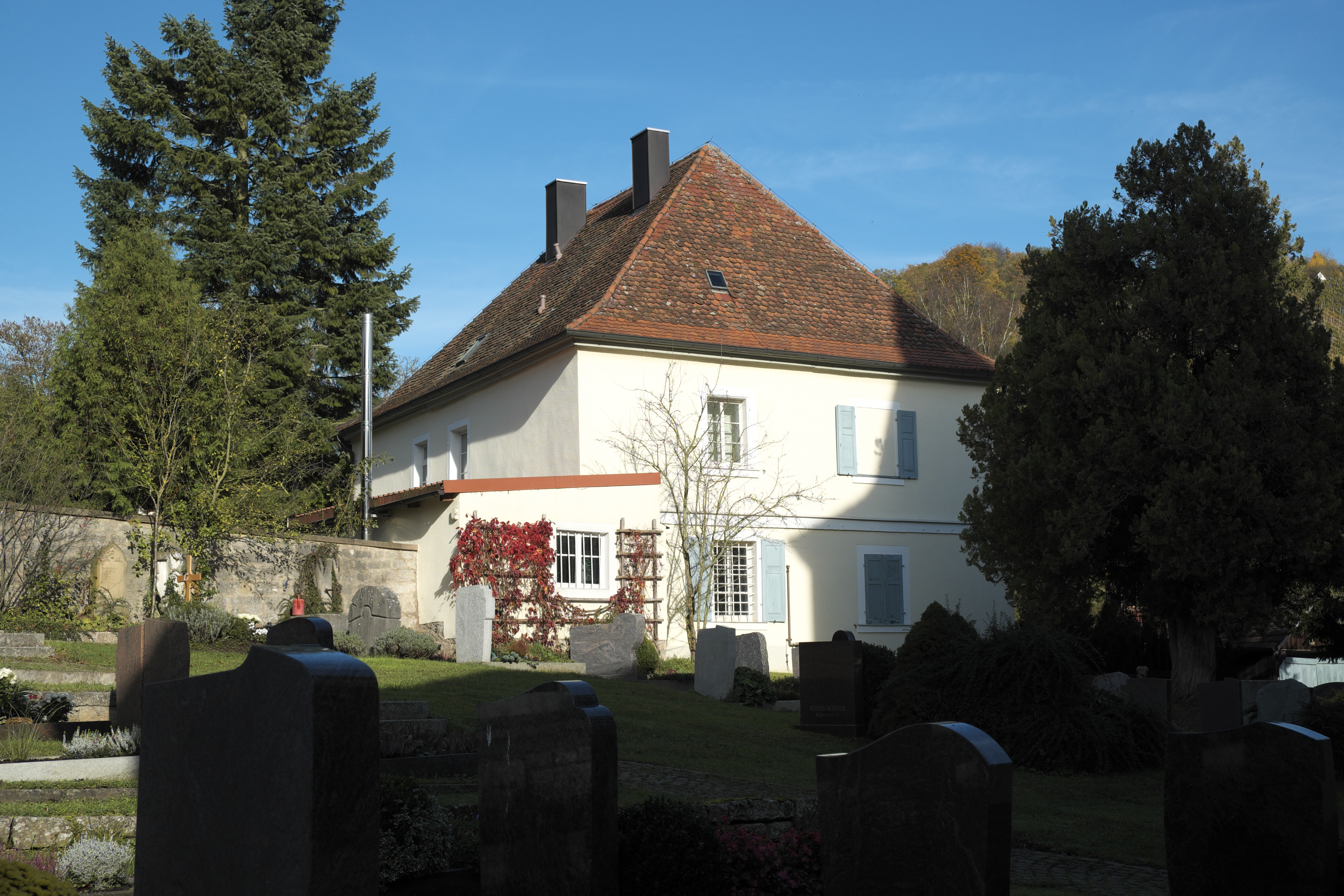
Pfarrhaus in Tauberzell

Das Pfarrhaus in Tauberzell, einem Gemeindeteil von Adelshofen im mittelfränkischen Landkreis Ansbach im nördlichen Bayern, wurde 1732 errichtet. Das Pfarrhaus mit der Adresse Tauberzell 11 ist ein geschütztes Baudenkmal. 
Der zweigeschossige Walmdachbau mit Gurtgesims besitzt eine Freitreppe.